# ウィークエンドライブ 週刊地球TV
『ウィークエンドライブ 週刊地球TV』（ウィークエンドライブ しゅうかんちきゅうテレビ）は、1993年10月8日から2001年3月23日までテレビ朝日で毎週土曜未明（金曜深夜）に放送されていたCNN系の報道・情報番組。長らく土日深夜に放送されていた『CNNデイウォッチ』の終了を受け、これに替わる番組として『CNNヘッドライン』金曜版の枠を大幅に拡大する形で新設された。1998年10月から放送時間が30分短縮して26時までになっている。

## 放送時間
改編期にプライムタイムの特番編成で繰り下げられるため、下記放送時間は原則的なもの。
- 土曜未明(金曜深夜) 1:00 - 2:25（1993年10月8日 - 1998年9月）
- 土曜未明(金曜深夜) 1:00 - 2:00（1998年10月2日 - 2001年3月23日）

※毎週最終土曜未明（金曜深夜）は『朝まで生テレビ!』放送につき休止。

## 出演者
- 小西克哉 - 『CNNデイブレイク』（月 - 水、1994年4月以降は水 - 金）→『朝イチN天CNN』と兼任。1997年9月頃降板。
- 蟹瀬誠一 - 小西の後任として1997年10月3日より出演。『ANNスーパーJチャンネル』（土日版）と兼任。
- 高木美也子
- 石井苗子
- ミシェル・フェレ - 途中降板。
- 中森友香 - 途中加入。
- 神田陽子
- 山田五郎
- イタバシマサヒロ

## 主なコーナー
世相瓦版
神田陽子が講談を披露した。
奇妙な果実
日本の文化を誤解した、日本国外の映画やグッズを紹介。山田五郎が担当。書籍化もされた（ISBN 978-4877194130）。

## テーマ曲

### オープニング
- 恋するマジック・パワー（小林登美子）
- 愛の嵐（BROSS）
- ジレッたいよね（梨花）
- 世界中がセンチメンタル（河口恭吾）
- グッドバイ（↑THE HIGH-LOWS↓）
- 僕の歌を総て君にやる（筋肉少女帯）
- GOLD VIBRATION（貴水博之）
- いつのまにか（magoo swim）
- オレンジな満月（aiko）

### エンディング
- 何もしてあげられない～melting version～（ELLIS）
- 冬のセーター（BLANKEY JET CITY）
- LOVE（GAO）
- ここから始まる（PTON!）
- Don't fade out! 〜フェイド・アウトはやめて〜（飯島真理）
- 君だけのLOVE SONG（林浩治）
- 星月夜 〜Starry Night〜（原田克彦）
- 10年後の"私"（B-Wish）
- だきしめてあげる。（和久井映見）
- 恋はいいね（中西保志）
- ONE（中西保志）
- I never forget you（陣内大蔵）
- Smile（伊良皆誠）
- 雨やどり（久宝留理子）
- 世界の果て〜the end of the world〜（藤木直人）

## 備考
ほとんどの期間においてはテレビ朝日のみで放送されていたが、系列局の琉球朝日放送でも1995年10月の開局から1年間放送されていたことがある。